# Syneches jauensis
Syneches jauensis är en tvåvingeart som beskrevs av Ale-rocha och Vieira 2008. Syneches jauensis ingår i släktet Syneches och familjen puckeldansflugor. Inga underarter finns listade i Catalogue of Life.